# Pomnik Artura Grottgera w Krakowie
Pomnik Artura Grottgera – pomnik polskiego malarza Artura Grottgera znajdujący się w Krakowie na Plantach.

## Historia
Zbiórkę pieniędzy na pomnik rozpoczęto jeszcze w 1892 roku. W grudniu odbył się koncert z którego zyski przeznaczono na budowę. W 1893 roku powstał komitet, który rozpoczął zbiórkę pieniędzy na budowę pomnika Artura Grottgera w Krakowie. Na jego czele stanął Witold Pruszkowski, a pozwolenie na prowadzenie zbiórki uzyskano dopiero po świętach wielkanocnych. Do końca roku zebrano 1697 złotych reńskich. Po śmierci Pruszkowskiego nowym przewodniczącym w 1897 roku został Piotr Stachowicz, a zebrana kwota wyniosła 2215 złotych reńskich. Ponieważ nie było możliwe zebranie planowanych pierwotnie 20 000 złotych reńskich postanowiono zbudować pomnik dużo skromniejszy za 5 000 złotych reńskich. Jury wybrało w konkursie projekt Wacława Szymanowskiego z Paryża. Sekcja ekonomiczna Rady Miasta razem z „komisją plantacyjną” wybrała na lokalizację pomnika teren obok gmachu Towarzystwa Przyjaciół Sztuk Pięknych. Odsłonięcie pomnika miało miejsce 16 maja 1903 roku. Wzięli w nim udział: brat artysty Jarosław Grottger z rodziną, prezydent miasta Józef Friedlein i wiceprezydent Juliusz Leo, rada miasta, rektor Uniwersytetu Jagiellońskiego Tadeusz Gromnicki z profesorami, profesorowie Akademii Sztuk Pięknych, członkowie komitetu budowy pomnika w składzie: Piotr Stachowicz, Stanisław Tondos, Wincenty Wodzinowski i Włodzimierz Tetmajer, artyści, dziennikarze, młodzież z gimnazjum św. Jacka i św. Anny oraz mieszkańcy Krakowa. Podczas uroczystości wystąpiły orkiestry obu gimnazjów oraz chór Towarzystwa Muzycznego pod dyrekcją Wiktora Barabasza. Uroczystość rozpoczęła się w gmachu Towarzystwa, gdzie przemówienie wygłosił prezes Akademii Umiejętności Stanisław Kostka Tarnowski.
Pod pomnikiem przemówił Piotr Stachowicz, który przypomniał starania komitetu o zebranie pieniędzy na budowę pomnika i przekazał go miastu polecając prezydentowi opiekę nad nim. Po odsłonięciu delegacje składały przed nim kwiaty i wieńce, a chór śpiewał pieśni narodowe. Uroczystość zakończyło odśpiewanie Gaude Mater Polonia.

## Opis
Pomnik został ustawiony na Plantach przodem do budynku Towarzystwa Przyjaciół Sztuk Pięknych. Na białym postumencie umieszczono wykonane z brązu popiersie Grottgera. Pod napisem „Artur Grottger” umieszczono płaskorzeźbę ukazującą malarza zamyślonego nad klęskami 1863 roku.